# Ideas Above Our Station
Ideas Above Our Station è l'album di debutto del gruppo alternative rock inglese Hundred Reasons. Accolto da ottime critiche, ha raggiunto la posizione numero 6 della "UK Album Charts".

## Tracce
1. I'll Find You
2. Answers
3. Dissolve
4. What Thought Did
5. If I Could
6. Falter
7. Shine
8. Drowning
9. Oratorio
10. Silver
11. Gone Too Far
12. Avalanche
13. Remmus (bonus track)
14. No.5 (bonus track)

## Formazione
- Andy Bews - batteria
- Colin Doran - voce
- Andy Gilmour - basso
- Larry Hibbitt - chitarra, voce (Voce principale nei cori di "Shine")
- Paul Townsend - chitarra, voce (Voce principale nei cori di "Silver")